# ダーウィニウス
ダーウィニウス（Darwinius masillae ダーウィニウス・マシラエ）は4700万年前の始新世中期に生きていた初期の霊長類である。「メッセルから見つかったダーウィンの動物」の意。チャールズ・ダーウィンの生誕200年を記念して名付けられた。

## 発見と所蔵
イダとあだ名が付けられた現在知られている唯一の標本化石は、ドイツのフランクフルトから35km南東のメッセル採掘場から1984年に発掘された。その化石はアマチュア発掘家に発見された後二つに分けられ売却された。個人の所蔵を経て、2006年に再び組み建てられた。ダーウィニウスの最初の論文を発表した科学者はこの化石を初期の霊長類と原猿類を繋ぐ重要な移行型（いわゆるミッシングリンク）と表現した。それは一見するとキツネザルに似ているが、向かい合った親指を持つ。ただし、論文では後の類人猿を含む直鼻猿類と、曲鼻猿類が分岐（約6000万年前）した後にダーウィニウスの系統が直鼻猿類から分岐したと推定されており、類人猿やメガネザルの共通祖先にやや近縁な種という位置づけである。論文の著者らはダーウィニウスを霊長目ノタルクタス科に分類した。
ダーウィニウスと研究者、マスメディアに対しては、その相対的な重要性が誇張されているのではないかという懸念と、他の科学者が調査するために十分な情報が利用可能になる前に化石がセンセーショナルに公表されたという懸念が表明されている。

## 特徴

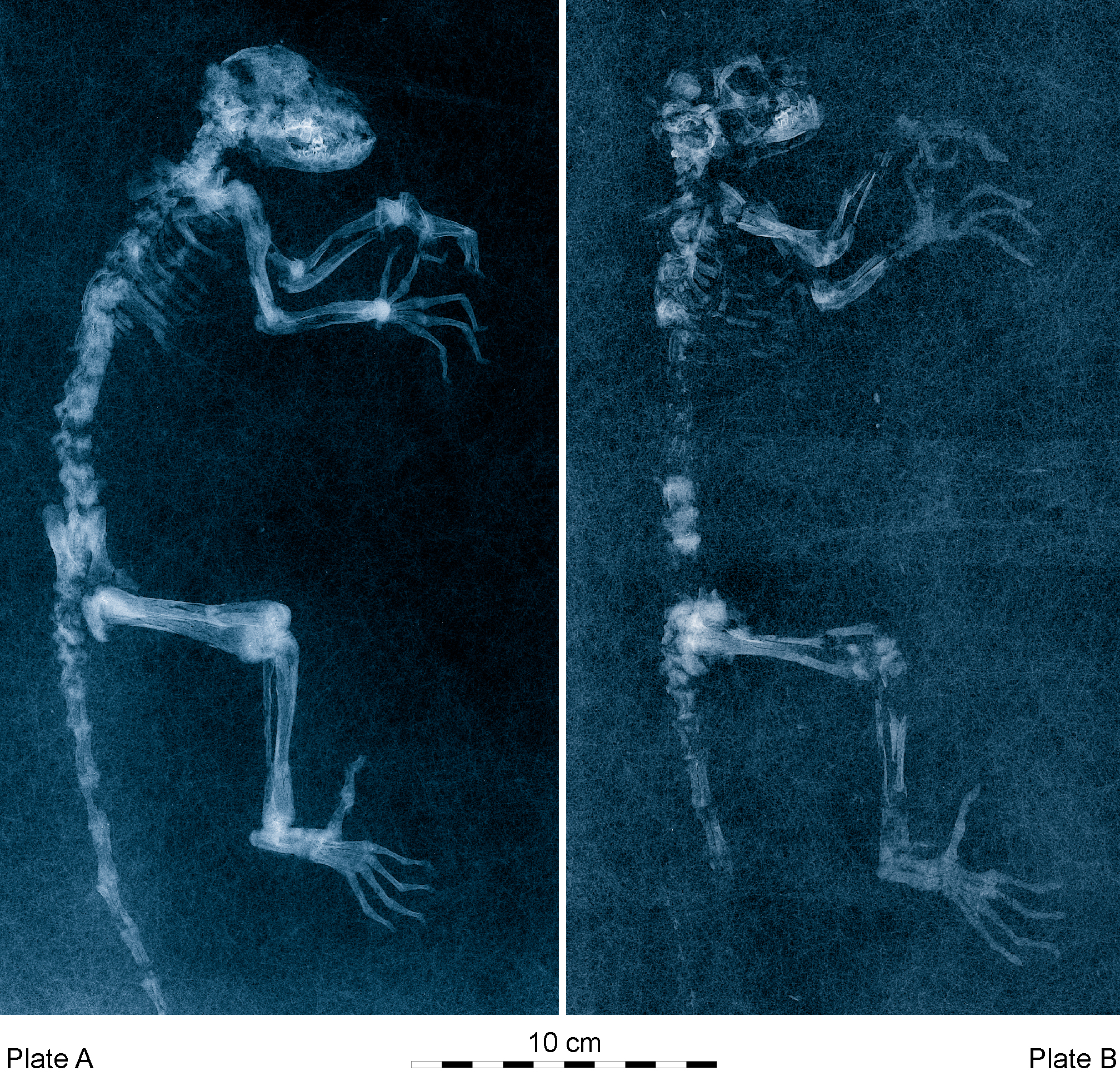
ダーウィニウスのX線写真

体長はおよそ25cmで、尾を含めた体長は50cm以上にもなる。模式標本は左の後ろ足が欠損しているが、ほぼ完全である。それは化石の断片のひとつを匿名の所有者から入手したノルウェーの古生物学者Jørn Hurumの娘にちなんでイダ（Ida）と言うニックネームが付けられた。骨格に加えて、イダの最後の食事である果物・葉の残りと、軟組織、体毛のアウトラインが残っている。イダは当初、原始的なキツネザルであると考えられた。しかし比較検証によって霊長類の特徴を持つことが明らかとなった。イダには重要な二つのキツネザルの解剖学的特徴、つまり足の毛繕い用のかぎ爪と、下あごのすきぐし状の歯の列が見つからない。その代わりに、キツネザルの長い顔と対照的に、イダは短い顔とヒトのように正面を向いた目を持ち、かぎ爪の代わりにけづめが、そして霊長類に類似した歯がある。化石には五本の指があり、ヒトのように向かい合った親指を持つ。それらは精密に握ることを可能にし、イダが木に登ったり木の実を取ることの助けとなったと考えられている。また柔軟で比較的短い四肢がある。
コンピューターで再現されたイダの歯は下あごに生えかけの臼歯があることが分かる。イダはおよそ8ヶ月のメスで、人間では9歳程度と見積もられている。イダの歯の形状は彼らの食性について手がかりを与えてくれる。ギザギザの臼歯は食物を切り刻むことを可能とし、彼らが葉と種子を常食していたことが分かる。それは腸の内容物が残存していたことからも裏付けられる。陰茎骨の欠如はこの化石がメスであった見込みが高い事を意味する。またX線での調査は左手首が骨折から回復していることを示す。科学者はメッセル湖で水を飲むときに二酸化炭素で窒息死したと推測している。

## 化石の発見

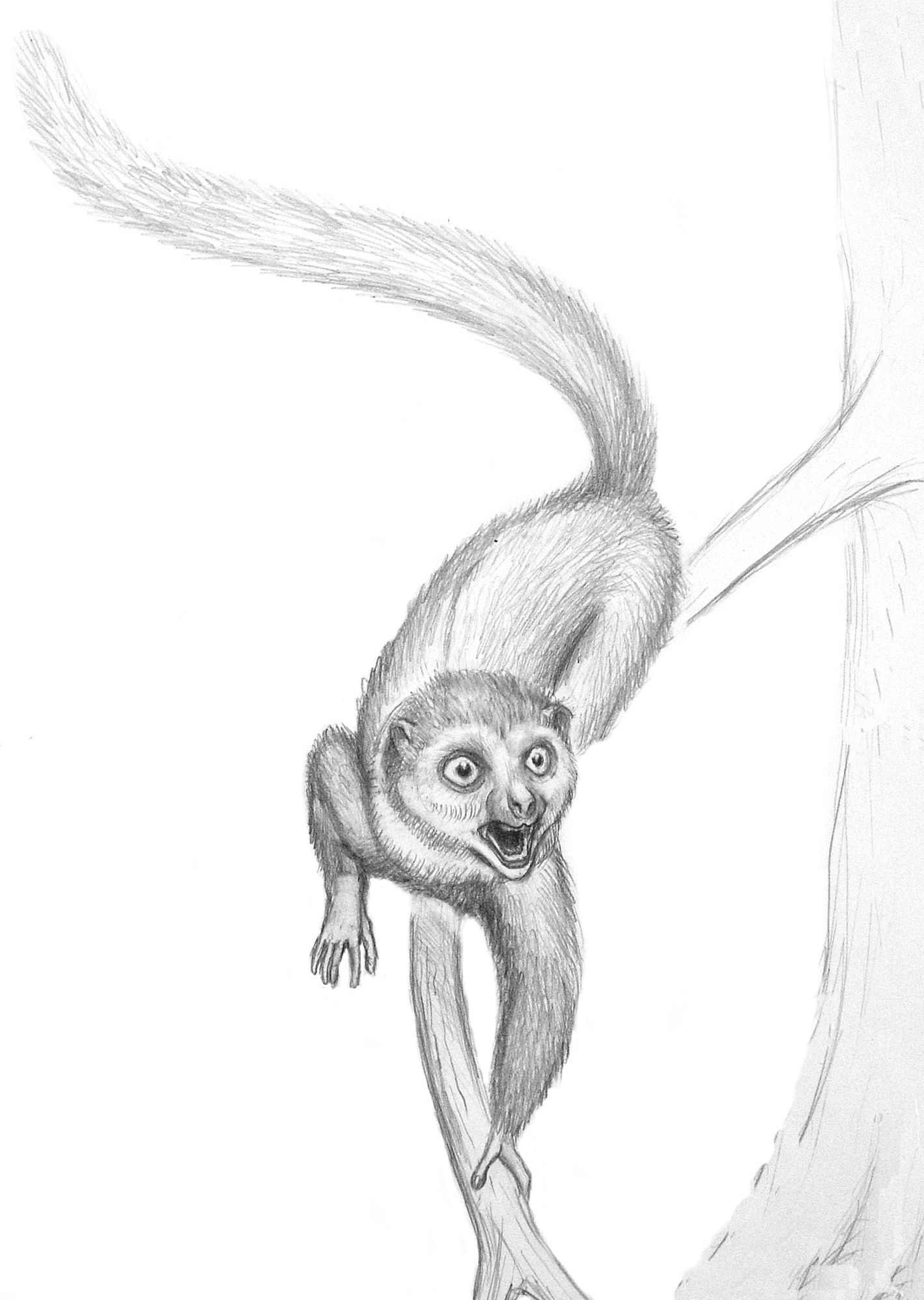
予想復元図

化石の重要性は脊椎動物を専門とする古生物学者Hurumによって最初に認められた。Hurumは2006年にハンブルクの化石・鉱石フェアでたまたま偶然その化石に出会った。23年前に発掘されずっと個人に所蔵されていたその化石は100万ドルで売りに出されていた。Hurumは写真だけに基づいて購入を決め、彼の博物館が購入した。Hurumは霊長類進化の専門家、ミシガン大学のフィリップ・ギンガリッチとフランクフルトのゼンケンブルク博物館のイェンス・フランセン、Jörg Habersetzerとともに研究を行った。2009年5月19日に彼らはPLoS ONEへの投稿で調査結果を世界に発表した。彼らは化石を長い間古生物学者によって捜されていた、人類の進化のミッシングリンクだと表現した。

## 報道
化石の論文には英国の製作会社によるドキュメンタリー映像が付けられていた。それはアメリカのヒストリーチャンネルとイギリスのBBC1で放映された。コリン・タッジによる本とウェブサイトも、化石の重要性を一般大衆に広めるために用意された。ニューヨークデイリーニュースはそれに触れて次のように述べた。「化石の発表は、科学的発見のために、巧みに企画された異常な広告キャンペーンの一部として行われた」。その発見が発表された時点で、科学報道も一般報道も、化石が「これまで発見された霊長類化石の中でもっとも完璧な物」と表現した。デイビッド・アッテンボローは「驚異的だ」と描写した。アメリカ自然史博物館の式典でHurumは「この標本は古生物学者にとって失われたアークの発見のようだ」と述べた。「それは科学の聖杯のような物だ。この化石はたぶん今後100年間の全ての教科書に書かれる物だろう」。Googleは2009年5月20日にこの発見を祝うロゴを使用した。
しかし他の専門家とジャーナリストは、さらなる調査ができるようになる前に発見の重要性が誇張されていると懸念を表明した。このような完全な化石資料はどの特徴がどの順番で進化したかを明らかにするという点で重要だが、マスコミの報道はそれよりも類人猿の共通祖先であるかどうかに集中した。ブライアン・スウィテックは化石が目を見張るほど完全であることを認め、「化石霊長類が並外れた保存状態であるところを発見された」が、センセーショナルな報道と、論文の主張を裏付ける十分な調査がないまま発表されたことを非難した。スウィテックによれば著者らのダーウィニウスの調査は不十分なだけでなく、系統分類上の位置にも議論の余地があり、類人猿の系統に近縁であると結論するのは早すぎる。またJørn Hurumの「どのポップバンドも同じ事をしている。どのスポーツマンも同じ事をしている。我々は科学で同じ方法を考え始めなければならない」という発言を恥だと非難し、科学のマナーを守るよりもマーケティングに興味があるようだと指摘した。

## 論文
- Franzen, Jens L.; et al. (2009). "Complete Primate Skeleton from the Middle Eocene of Messel in Germany: Morphology and Paleobiology". PLoS ONE 発見を報告する原著論文